# HD 70937
HD 70937，又名BD-04 2328，SAO 135882、HR 3295，是一颗恒星，视星等为6.01，位于銀經228.37，銀緯18.25，其B1900.0坐标为赤經8h 19m 37.6s，赤緯-4° 18.25′ 31″。